# Râul Holdun
Râul Holdun este un curs de apă, afluent al râului Amaradia. 